# Knights d'Atlanta
Les Knights d'Atlanta sont une franchise de hockey sur glace ayant évolué dans la Ligue internationale de hockey.

## Historique
L'équipe a été créée en 1992 à Atlanta en Géorgie et évolua dans la LIH jusqu'en 1996 année où elle fut vendue et transféré pour devenir les Rafales de Québec. Les Knights remportèrent la Coupe Turner remis au vainqueur des séries éliminatoires dans la LIH en 1993-1994.

## Statistiques
| No | Saison    | PJ | V  | D  | N | DP | BP  | BC  | Pts | Classement                    | Séries éliminatoires          |
| -- | --------- | -- | -- | -- | - | -- | --- | --- | --- | ----------------------------- | ----------------------------- |
| 1  | 1992-1993 | 82 | 52 | 23 | 0 | 7  | 333 | 291 | 111 | 1e place, division Atlantique | Éliminés au 2e tour           |
| 2  | 1993-1994 | 81 | 45 | 22 | 0 | 14 | 321 | 282 | 104 | 1e place, division Mid-Ouest  | Vainqueurs de la Coupe Turner |
| 3  | 1994-1995 | 81 | 39 | 37 | 0 | 5  | 279 | 296 | 83  | 3e place, division Central    | Éliminés au 1er tour          |
| 4  | 1995-1996 | 82 | 32 | 41 | 0 | 9  | 282 | 348 | 73  | 4e place, division Central    | Éliminés au 1er tour          |